# حضارة مينوسية

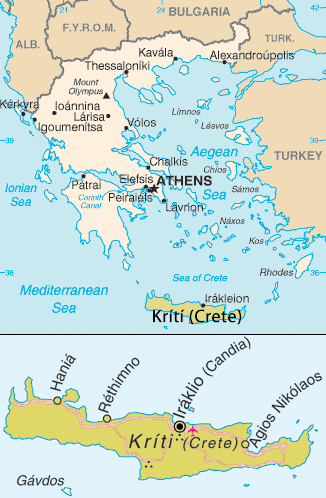
اليونان وكريت

الحضارة المينوسية أو الحضارة المينوية المسماة نسبة إلى مؤسسها الإمبراطور مينوس، تعتبر من أقدم حضارات اليونان وأوروبا عموما وتعود إلى العصر البرونزي. موطن الحضارة يقع في جزيرة كريت وباقي الجزر الإيجية منذ بدأ بنائها في الألف السابع قبل الميلاد وازدهرت وأصبحت في ذروة شهرتها في الألف الثالث قبل الميلاد إلى الألف الأول قبل الميلاد.
برع المينويون في التعدين واستخراج المعادن (العصر المينوسي الأول) وكانوا يجلبون المعادن من بعض مناطق كريت وأخرى في قبرص. عمل المينوسيون بالملاحة البحرية والتجارة مع الخارج. ثم في الألف الثاني برزت حضارة أو سلالة جديدة (العصر المينوسي المتوسط) وحينها أصاب المدن موجة من الازدهار ورفاهة العيش وشيدت القصور الفخمة والمعابد.
عندما أشرف القرن السابع عشر قبل الميلاد توالت الغزوات والحروب من الخارج والكوارث الطبيعية والهزات الأرضية التي أحدثت في العمران الرائع خرابًا وتدميرًا ثم أعقبت ذلك فترة ازدهار متجدد وعمران واسع فكان في العصر المينوسي المتأخر حيث شيدت القصور والأسوار والأبراج وفرضت كنوسوس سيطرتها على القسم الأعظم من الجزيرة وأصبحت من أهم المدن المينوسية. يذكر أن شبكة تجارة المينوسيون ممتدة إلى العديد من الحضارات المجاورة ولها أدلة على ذلك في كل من مصر وقبرص واليونان وصولًا إلى بلاد الرافدين.
يرجع اختفاء الحضارة المينوسية إلى عدة أسباب من أبرزها الغزوات والهجمات المتتالية من قبل الحضارات المجاورة ومن الميسينيون بالتحديد وأيضا إخفاقها التجاري وذلك يعود إلى تحطم الأسطول المينوسي أثناء الهجمات مما جعل التجارة وجلب المواد الأساسية صعبا إلى الجزيرة.

## التاريخ والتسلسل الزمني
بدلًا من تقسيم الحقبة المينوسية إلى فترات زمنية، استعان العلماء بنظامين من التسلسل الزمني النسبي، النظام الأول صممه إيفانز وعدل عليه علماء الآثار لاحقًا؛ يعتمد هذا النظام على أنماط الفخار والتحف المصرية المستوردة (والتي يمكن ربطها مع التسلسل الزمني المصري). يقسم نظام إيفانز الحقبة المينوسية إلى ثلاثة عصور رئيسية: المبكر والمتوسط والمتأخر. تقسم تلك العصور أيضًا إلى إلى أجزاء فرعية، مثلًا، العصر المينوسي الأول والثاني والثالث.
يقوم نظام تأريخ آخر اقترحه عالم الآثار اليوناني نيكولاوس بلاتون على التطور الحاصل في المجتمعات الأثرية المعروفة «بالقصور» في كل من كنوسوس، وفايستوس، وزاكروس. يقسم بلاتون الحقبة المينوسية إلى فترات فرعية: السابقة والبدائية والجديدة، فضلًا عن فترات فرعية «بعد-بلاطية». تشتمل العلاقة بين الأنظمة في الجدول الزمني إلى تواريخ تقويمية تقريبية قدمها كل من وارين وهانكي (1989).
دارت الجهود الرامية لتحديد تاريخ ثوران ثيرا البركاني المينوسي خلال مرحلة النضج في الفترة الأولى من العصر المينوسي المتأخر، إلا أن تاريخ الثوران كان محط جدال. أشار التأريخ بالكربون المشع لتاريخ يعود إلى القرن السابع عشر قبل الميلاد؛ وهو ما يتعارض مع تقديرات علماء الآثار، الذين يزامنون الثوران مع جدول التواريخ المصري التقليدي في الفترة بين عامي 1525 و1500 قبل الميلاد. يشير تأريخ حلقات الأشجار باستخدام نظير الكربون-14 الذي التقط من حلقات الأشجار في غورديوم وصنوبر بريستلكون في أمريكا الشمالية إلى أن تاريخ الثوران يعود لسنة 1560 قبل الميلاد.

### نظرة عامة
رغم الأدلة التي تقدمها الأدوات الحجرية حول وصول البشر إلى كريت منذ 130 ألف سنة مضت، إلا أن الأدلة على أول وجود بشري حديث من الناحية التشريحية يعود إلى ما بين 10 آلاف و12 ألف سنة مضت. أقدم دليل على وجود الإنسان الحديث في كريت هو بقايا الزراعة النيوليتية قبل الخزفية التي يعود تاريخها إلى حوالي 7000 قبل الميلاد. أظهرت دراسة مقارنة لمجموعات فردانية (هابلوغروب) من الدي إن إيه من رجال معاصرين من كريت بأن مجموعة مؤسسة من الذكور، من الأناضول أو بلاد الشام، تشترك مع اليونانيين. عاش سكان العصر الحجري الحديث (النيوليثي) في قرىً مفتوحة. عثر أيضًا على أكواخ صيادين على الشواطئ، واستخدم سهل ميسارا الخصيب للزراعة.

#### العصر المينوسي المبكر
بدأ العصر البرونزي في كريت حوالي العام 3200 قبل الميلاد. وصف العصر البرونزي المبكر بين (3500 و2100 قبل الميلاد) بأنه شكل «ميعادًا بالازدهار» في ضوء التطورات اللاحقة في الجزيرة. في أواخر الألفية الثالثة قبل الميلاد، تطورت عدة مواقع في الجزيرة لتصبح مراكز للتجارة والأعمال اليدوية، مما مكن الطبقات الأرستقراطية من ممارسة القيادة وتوسيع نطاق نفوذها. من الممكن أن تكون السلطات الملكية قد استبدلت التسلسل الهرمي الأصلي للنخب المحلية، وهي الحالة التي سبقت وجود القصور. تعود الأعمال الخزفية المرتبطة بحضارة كوراكو في كريت إلى العصر المينوسي المبكر.

#### العصر المينوسي المتوسط
بدأ بناء القصور خلال هذه الفترة من الازدهار والاستقرار التي تحولت فيها الحضارة المينوسية المبكرة إلى «حضارة مدنية». في نهاية الفترة الثانية من العصر المينوسي المتوسط (1700 قبل الميلاد)، حدث هنالك اضطراب كبير في كريت، ربما كان زلزالًا، ولكن ربما كان غزوًا من الأناضول. دمرت القصور في كنوسوس، وفيستوس، وماليا، وكاتو زكروس.
في بداية الفترة البالاتية الجديدة (نيوبالاتل)، عاود عدد السكان للتزايد. أعيد بناء القصور على نطاق أوسع وأقيمت مستوطنات جديدة في كل أنحاء الجزيرة. شكلت تلك الفترة (القرنان السابع عشر والسادس عشر قبل الميلاد، البالاتية الجديدة من الفترة الثالثة للعصر المينوسي المتوسط) ذروة الحضارة المينوسية. بعد حوالي سنة 1700 قبل الميلاد، وصلت الثقافة المادية في اليونان إلى مستوى جديد بسبب التأثير المينوسي.

#### العصر المينوسي المتأخر
وقعت كارثة طبيعية أخرى حوالي عام 1600 قبل الميلاد، ربما بسبب ثوران بركان ثيرا. أعاد المينوسيون بناء القصور مع إضفاء عدد من الاختلافات الرئيسية في وظيفتها.
حوالي العام 1450 قبل الميلاد، بلغت الحضارة المينوسية نقطة تحول بسبب كارثة طبيعية (ربما زلزال). رغم ارتباط ثوران آخر لبركان ثيرا بذلك السقوط، إلا أن تأريخه وتداعياته موضع خلاف. دمرت عدة قصور مهمة، في مواقع مثل ماليا، وتيليسوس، وفيستوس، وهاجيا تريادا، والمآوي في كنوسوس. بدا أن القصر في نوسوس ظل متماسكًا إلى حد كبير، الأمر الذي أدى إلى تمكين سلالتها الحاكمة من بسط نفوذها على أجزاء كبيرة من كريت إلى أن اجتاحتهم يونان الموكيانية.
بعد نحو قرن من التعافي الجزئي، تدهورت وانحدرت معظم المدن والقصور الكريتية خلال القرن الثالث عشر قبل الميلاد. ظلت كنوسوس مركزًا إداريًا حتى عام 1200 قبل الميلاد. كان آخر موقع مينوسي هو الموقع الجبلي الدفاعي في كارفي، الملجأ الذي ضم آثارًا للحضارة المينوسية حتى العصر الحديدي تقريبًا.

#### التأثير الأجنبي
يلاحظ تأثير الحضارة المينوسية في الفن المينوسي والتحف في البر اليوناني الرئيسي. ضمت المقابر العمودية في موكناي العديد من الواردات الكريتية (مثل قرن الشراب المنتزع من رأس الثور)، وهو ما يشير إلى الدور البارز للرمزية المينوسية. كانت العلاقات بين مصر وكريت واضحة؛ إذ عثر على الخزف المينوسي في مدن مصرية، واستورد المينوسيون بضائع (خاصة ورق البردي) بالإضافة إلى الأفكار المعمارية والفنية من مصر. حتى أن الحروف الهيروغليفية المصرية ربما كانت نماذج للأحرف الهيروغليفية الكريتية، الذي تطورت منه أنظمة الكتابة الخطية أ وب. وجد عالم الآثار هرمان بنڠتسون تأثير مينوسيًا في التحف الكنعانية.
احتل الموكيانيون مواقع قصور مينوسية في حوالي الفترة بين عامي 1420 و1375 قبل الميلاد. كتبت الموكيانية اليوانية، وهي نوع من اللغة اليونانية القديم، بالنظام الخطي ب، والذي كان تحويرًا عن النظام الخطي أ. مال الموكيانيون إلى تبني الثقافة والدين والفن المينوسي (بدل أن يحلوا محلها)، مكملين بذلك على النهج الاقتصادي والبيروقراطي المينوسي.
خلال الفترة بين عامي 1400 و1350 قبل الميلاد، أدرج موقع كفتور كواحد من «الأراضي الخفية في شمال آسيا» في معبد مورتواري لأمنحوتب الثالث. ذكرت أيضًا مدن كريتية مثل آمينوس، وبيستوس، وكيدونيا، وكنوسوس وأسماء أماكن أعيدت صياغتها كما في سيكلادس أو البر الرئيسي اليوناني. في حال كانت هذه الأسماء المصرية دقيقة، فإن الفرعون لم يعر تقديرًا للكنوسوس في الفترة الثالثة من العصر المينوسي المتأخر أكثر من دول المنطقة الأخرى.

## الزراعة والمطبخ
ربى المبنوسيون الماشية، والغنم، والخنازير، والماعز، وزرعوا القمح، والشعير، والبيقية، والحمص. زرعوا أيضًا العنب والتين والزيتون وزرعوا من أجل البذور وربما الأفيون. ربّى المينوسيون النحل أيضًا.
زرعت الخضروات، بما فيها الخس، والكرفس، والهليون، والجزر، في كريت. كان هناك أيضًا أشجار محلية من الكمّثرى والسفرجل والزيتون. استوردت من مصر أشجار النخيل وكذلك القطط (من أجل الصيد) تبنى المينوسيون زراعة الرمان من الشرق الأدنى، ولكنهم لم يتبنوا زراعة الليمون والبرتقال.
ربما مارسوا الزراعة المختلطة، ونتج عن نظامهم الغذائي المتنوع والصحي زيادة في عدد السكان. من الناحية النظرية، تحافظ الزراعة المختلطة على خصوبة التربة وتحمي من الخسائر الناجمة عن فشل المحاصيل. توضح الرقائم (الألواح الطينية) من النظام الخطي ب أهمية البساتين (التين والزيتون والعنب) في معالجة المحاصيل من أجل «منتجات ثانوية». يمكن مقارنة زيت الزيتون في مطبخ كريت أو حوض المتوسط بالزبدة في المطبخ الأوروبي الشمالي. ربما كانت عملية تخمير الخمر من العنب إحدى أسس الاقتصاديات «القصرية»؛ صار النبيذ سلعة تجارية ومادة للاستهلاك المحلي. استخدم المزارعون محاريث خشبية مربوطة بالجلد إلى مقابض خشبية تجر بواسطة أزواج من الحمير أو الثيران.

## الفن المينوسي

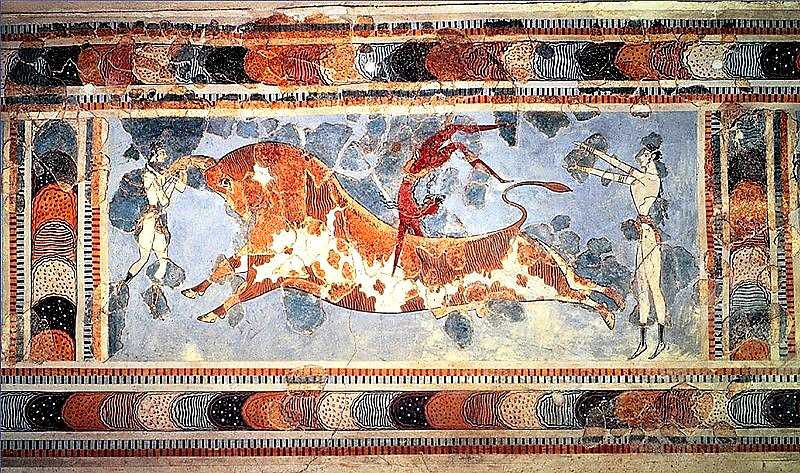
آثار الحضارة المينوسية الموجودة في مدينة كنوسوس

يعتبر الفن المينوسي من أجمل الفنون في البحر الأبيض المتوسط وبحر إيجة وتوجد العديد من القطع المينوسية واللوحات في متحف كريت الحالي في عاصمة كريت إيراكليون. استخدم خزف والعديد من المعادن في تشييد هذه اللوحات والقطع المتوفرة والتي ترجع إلى 2500 سنة قبل الميلاد والتي ما زالت تحافظ على جمالها وألوانها الخلابة. ويغلب على هذه القطع الطريقة المينوسية الذي كان لها طابعها الخاص مع بعض تأثير فنون الحضارات المجاورة مثل الأغريق ومصر.

## أصل الكلمة
يعود تسمية المصطلح «المينوسية» إلى الملك الأسطوري مينوس حاكم كنوسوس. أصل الكلمة موضع جدل، لكنه يُنسب بشكل شائع إلى عالم الآثار آرثر إيفانز (1851-1941). ارتبط مينوس في الأساطير اليونانية مع قصر التيه (المتاهة).
ومع ذلك، كان كارل هويك قد استخدم بالفعل اللقب داس مينوشي كريتا في عام 1825 لمجلد كريتا الثاني؛ يبدو أنه أول استخدام معروف لكلمة «مينوسية» في «اللهجة الكريتية القديمة».
قرأ إيفانز على الأرجح كتاب هويك، واستمر في استخدام المصطلح في كتاباته ونتائجه: «لقد اقترحت تطبيق اسم (المينوسية)على حضارة كريت المبكرة ككل»، وجرى تبني هذا الاقتراح عمومًا من قبل علماء الآثار في هذا البلد ودول أخرى. صرّح إيفانز أنه طبق الاسم، ولم يخترعه.

## الجغرافية
جزيرة كريت هي جزيرة جبلية تضم موانئ طبيعية. توجد مؤشرات لأضرار الزلازل في العديد من المواقع المينوسية، ومؤشرات واضحة على ارتفاع الأرض وغمر المواقع الساحلية بسبب الحركات التكتونية على طول ساحلها.
وفقًا لهومر، ضمت جزيرة كريت 90 مدينة. استنادًا إلى مواقع القصور، من المرجح أن الجزيرة قد قُسِّمت إلى ثماني وحدات سياسية على الأقل في ذروة الفترة المينوسية. عُثِر على الغالبية العظمى من المواقع المينوسية في وسط وشرق كريت، مع وجود القليل منها في الجزء الغربي من الجزيرة. يبدو أن هناك أربعة قصور رئيسية في الجزيرة: كنوسوس، وفايستوس، وماليا، وكاتو زاكروس. يُعتقد أن الشمال محكوم من قِبل كنوسوس، والجنوب من قِبل فايستوس، والمنطقة الوسطى الشرقية من قِبل ماليا، والطرف الشرقي من قِبل كاتو زاكروس. عُثِر على قصور أصغر في أماكن أخرى من الجزيرة.

### المستوطنات الكبرى
- كنوسوس - أكبر موقع أثري للعصر البرونزي في جزيرة كريت. قُدّر عدد سكان كنوسوس بـ 1300 إلى 2000 في عام 2500 قبل الميلاد، 18000 في عام 2000 قبل الميلاد، من 20000 إلى 100000 في عام 1600 قبل الميلاد و30000 في عام 1360 قبل الميلاد.[20]
- فايستوس - ثاني أكبر قصر للبلاط الحاكم في الجزيرة، نُقِّب عنه من قبل المدرسة الإيطالية بعد فترة وجيزة من كنوسوس.[21][22]
- ماليا - موضوع الحفريات الفرنسية، وهو مركز للبلاط الحاكم يوفر نظرة على فترة الحكم الأولية.
- كاتو زاكروس – موقع قصر ضخم بجانب البحر، نقبه علماء الآثار اليونانيون في أقصى شرق الجزيرة، والمعروف أيضًا باسم «زاكرو» في الأدب الأثري.
- غالاتاس - أُكِّد كموقع قصر واسع خلال أوائل التسعينيات.
- أغيا تريادا - المركز الإداري بالقرب من فايستوس الذي أنتج أكبر عدد من ألواح النظام الخطي أ.
- غورنيا - موقع مدينة مُنقّب في الربع الأول من القرن العشرين.
- بيرغوس - موقع مينوسي حديث في جنوب جزيرة كريت.
- فاسيليكي - موقع مينوسي شرقي حديث والذي يطلق اسمه على أواني السيراميك (الخزف) المميزة.
- فورنو كورفي - موقع جنوبي.
- بسيرة – بلدة في الجزيرة مع مواقع شعائرية وطقوسية.
- جبل جوكتاس – أعظم قمة مينوسية مقدسة، المرتبط بقصر كنوسوس.
- أركالوكوري- موقع فأس أركالوكوري.[23]
- كارفي- موقع للملاذ الآمن، أحد آخر المواقع المينوسية.
- أكروتيري - مستوطنة في جزيرة سانتوريني (ثيرا)، بالقرب من موقع ثيرا ثوران.
- زومينوثوس- المدينة الجبلية في التلال الشمالية لجبل إيدا

### ما بعد كريت
كان المينوسيون تجّارًا، ووصلت صلاتهم الثقافية إلى مملكة مصر القديمة، وقبرص الحاوية على النحاس، وكنعان، وساحل بلاد الشام، والأناضول. في أواخر عام 2009، اكتُشف وجود لوحات جدارية على الطراز المينوسي وغيرها من القطع الأثرية خلال عمليات التنقيب في قصر كنعاني في تل كابري- فلسطين، ما دفع علماء الآثار إلى استنتاج أن تأثير المينوسيون كان الأقوى على الدولة-المدينة الكنعانية. هذه التحف المينوسية هي الوحيدة التي عثر عليها في فلسطين.
كان للتقنيات المينوسية وأنماط السيراميك درجات متفاوتة من التأثير على اليونان خلال الفترة الهيلادية. جنبًا إلى جنب مع سانتوريني، توجد المستوطنات المينوسية في كاستري، وكيثيرا، وهي جزيرة بالقرب من البر الرئيسي اليوناني تأثرت بالمينوسيين من منتصف الألفية الثالثة قبل الميلاد (EMII) حتى فترة الاحتلال الموكياني اليوناني في القرن الثالث عشر. حلت الطبقات المينوسية محل ثقافة العصر البرونزي المبكر المستمدة من البر الرئيسي، وهي أول مستوطنة مينوسية خارج جزيرة كريت.
كان السيكلاديّون ضمن المدار الثقافي المينوسي، وعلى مقربة من جزيرة كريت، احتوت جزر كارباثوس وساريا وكاسوس أيضًا على مستعمرات مينوسية للعصر البرونزي (MMI-II) أو مستوطنات التجار المينوسيين. تم التخلي عن معظمهم خلال فترة «إل إم آي (LMI)»، لكن كارباثوس استرجعت قواها واستمرت بثقافتها المينوسية حتى نهاية العصر البرونزي. المستعمرات المينوسية الأخرى المفترضة، مثل تلك التي افترضها أدولف فرتوانغلر في إيجينا، رُفضت لاحقًا من قبل العلماء. ومع ذلك، كان هناك مستعمرة مينوسية في ياليسوس على جزيرة رودس.
يشير التأثير الثقافي المينوسي إلى نطاق امتد عبر سيكلاديس إلى مصر وقبرص. تُصوّر لوحات من القرن الخامس عشر قبل الميلاد في طيبة في مصر أفرادًا مينوسيين يحملون هدايا. قد تشير النقوش التي تصفهم على أنهم قادمون من كيفتيو «جزر في منتصف البحر» إلى تجار الهدايا أو المسؤولين الرسميين من جزيرة كريت.
تشير بعض المواقع في جزيرة كريت إلى أن المينوسيين كانوا مجتمعًا منفتحًا «يتطلع إلى الخارج». يقع موقع قصر كاتو زاكروس الحديث على بعد 100 متر من الخط الساحلي الحديث في الخليج. ويشير عدد كبير من ورش العمل والمواد المتوفرة في الموقع إلى احتمالية وجود ميناء تصدير تجاري. تُرى مثل هذه الأنشطة في التمثيلات الفنية للبحر، بما في ذلك لوحة جدارية «فلوتيلا» في الغرفة الخامسة من البيت الشرقي في أكروتيري.

## الدراسات الجينية
قارنت دراسة لعلم الوراثة البدائية أجريت عام 2013 على الـmtDNA الهيكلية من الهياكل العظمية المينوية القديمة التي تم كانت مطمورة في كهف في هضبة لاسيثي -بين 3700 و 4400 عام مضى- مع 135 عينة من اليونان والأناضول وغرب وشمال أوروبا وشمال إفريقيا ومصر. وجد الباحثون أن الهياكل العظمية المينوية كانت متشابهة جدًا من الناحية الجينية مع الأوروبيين المعاصرين - وخاصةً قريبة من الكريتية الحديثة، ولا سيما تلك الموجودة في هضبة لاسيثي. كانت أيضًا متشابهة وراثيًا مع الأوروبيين من العصر الحجري الحديث، لكنها كانت متميزة عن السكان المصريين أو الليبيين. قال المؤلف المشارك في الدراسة جورج ستاماتويانوبولوس، عالم الوراثة البشرية بجامعة واشنطن: «نحن نعلم الآن أن مؤسسي أول حضارة أوروبية متقدمة كانوا أوروبيين». «لقد كانوا مشابهين جدًا للأوروبيين من العصر الحجري الحديث ومشابهين جدًا لسكان كريت الحاليين.»
خلصت دراسة تسلسل الجينوم الكامل لعلم الوراثة البدائية لعام 2017 لبقايا مينوان المنشورة في مجلة نيتشر إلى أن الإغريق الميسينيون كانوا مرتبطين جينيًا ارتباطًا وثيقًا بالمينويين، وأن كلاهما مرتبطان ارتباطًا وثيقًا بالسكان اليونانيين المعاصرين، ولكن ليس متطابقًا. ذكرت نفس الدراسة أيضًا أن ما لا يقل عن ثلاثة أرباع الحمض النووي للأجداد لكل من المينويين والميسنيين جاءوا من المزارعين الأوائل في العصر الحجري الحديث الذين عاشوا في غرب الأناضول وبحر إيجه. جاء سلالة المينويين المتبقية من مجموعات ما قبل التاريخ المرتبطة بتلك الموجودة في القوقاز وإيران، بينما حمل الإغريق الميسينيون هذا المكون أيضًا. على عكس المينويين، حمل الميسينيون مكونًا صغيرًا من سهوب بونتيك-قزوين من العصر البرونزي بنسبة 13-18%. ليس من المؤكد حتى الآن ما إذا كان الأصل «الشمالي» في الميسينيين ناتجًا عن تسلل متقطع للسكان المرتبطين بالسهوب في اليونان، أو نتيجة للهجرة السريعة كما هو الحال في أوروبا الوسطى. ستدعم مثل هذه الهجرة فكرة أن المتحدثين بالبروتو-يونانية شكلوا الجناح الجنوبي لتدخل السهوب للمتحدثين بالهندوأوروبية. ومع ذلك، فإن عدم وجود أصل «شمالي» في عينات العصر البرونزي من بيسيدية، حيث تم توثيق اللغات الهندية الأوروبية في العصور القديمة، يلقي بظلال من الشك على هذا الارتباط اللغوي الوراثي، مع الحاجة إلى أخذ عينات أخرى من المتحدثين الأناضول القدماء.